# L'emancipazione
L'emancipazione era l'organo ufficiale delle Società operaie italiane affratellate. Il primo numero uscì il 1º febbraio 1872.